# Forum Baltikum – Dittchenbühne

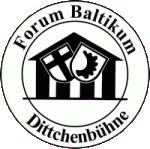
Wappen der Dittchenbühne

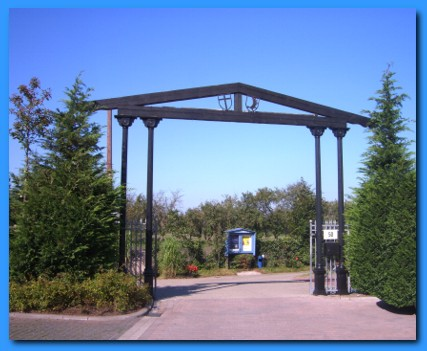
Tor zum Forum Baltikum – Dittchenbühne

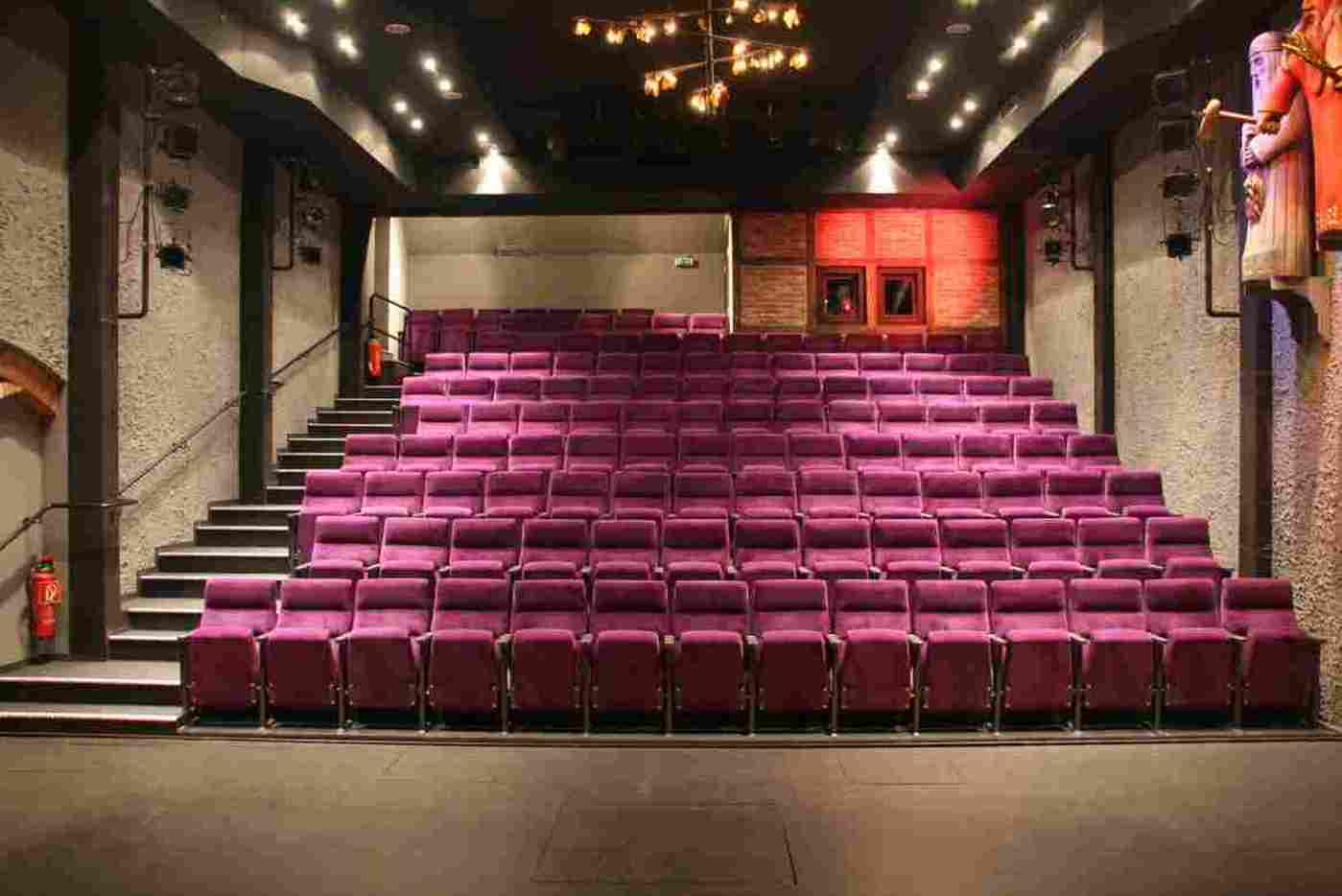
Theater der Dittchenbühne

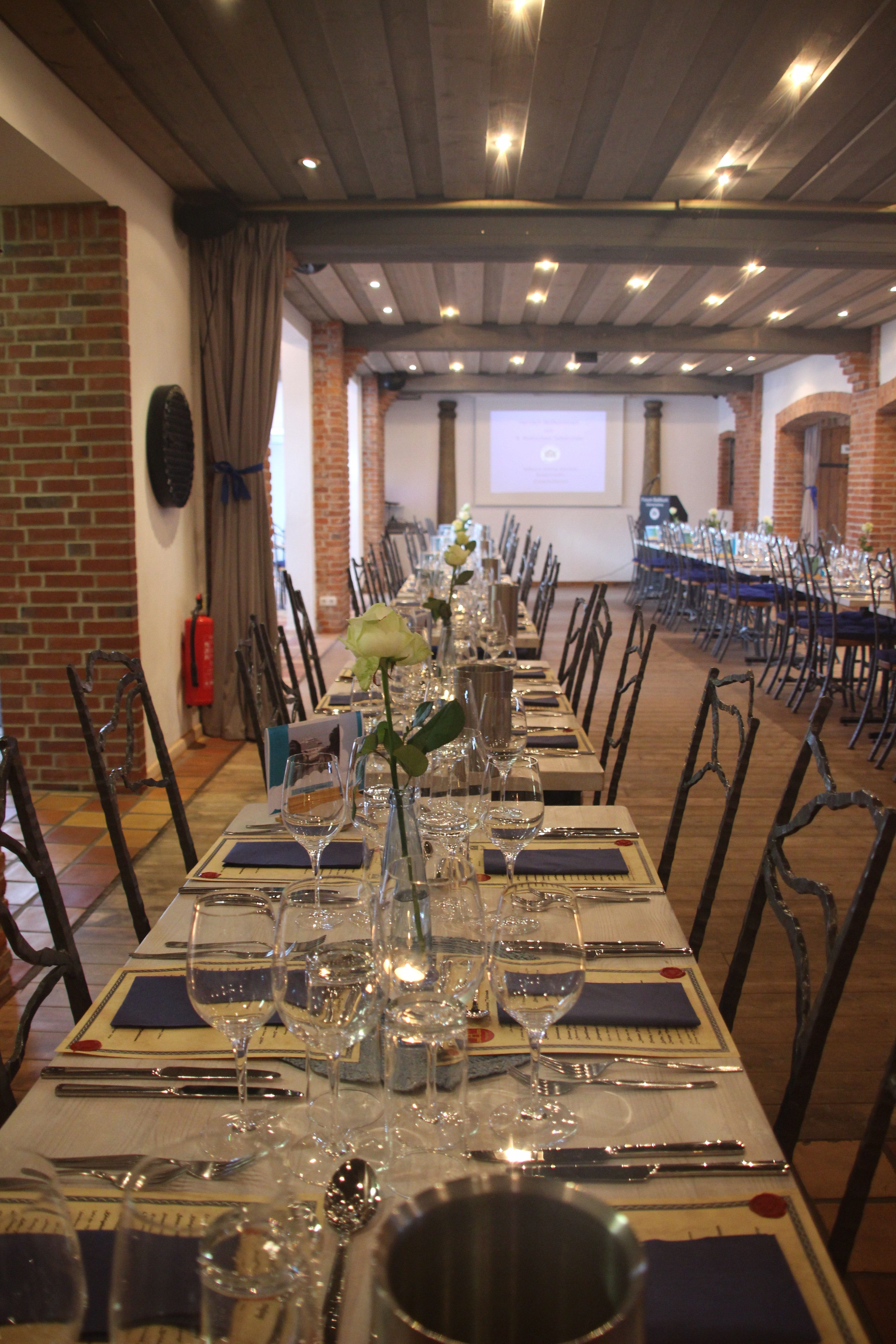
Festsaal im Forum Baltikum – Dittchenbühne e. V.

Das Forum Baltikum – Dittchenbühne ist ein Elmshorner Verein, der ein eigenes Theater und einen Kindergarten betreibt.

## Geschichte
Die Dittchenbühne wurde 1982 in Elmshorn als gemeinnütziger Verein Dittchenbühne e.V.  gegründet. Seit 2006 heißt der Verein Forum Baltikum – Dittchenbühne e.V. Die Namensänderung erfolgte aufgrund einer Erweiterung der Aufgabengebiete.
Der Namensteil Dittchen erinnert an die mundartliche Bezeichnung für den ostpreußischen Groschen. Der Name wurde gewählt, weil viele Mitglieder aus dem Baltikum stammen, man sich der alten Heimat verbunden fühlt, und weil das heutige Tourneegebiet so weit geht, wie diese mittelalterliche Münze einst gültig war.
Am Standort in Elmshorn befindet sich ein eigenes Theater mit 135 Sitzplätzen. Gastspiele werden veranstaltet in Flandern, Dänemark, Polen, Litauen, Lettland, Estland, Königsberg, St. Petersburg und Finnland.
Die Besucherzahlen liegen bei 30.000 jährlich mit steigender Tendenz (darunter viele Jugendliche und über 3000 Kinder).

## Die Aufgaben und Zielsetzung des Vereins
- die Förderung der interkulturellen Zusammenarbeit, insbesondere mit den Ostseeanrainerstaaten, innerhalb der Metropolregion Hamburg, im Kreis Pinneberg und in der Stadt Elmshorn.
- die Erhaltung und Entwicklung einer sozio-kulturellen Begegnungsstätte für alle Altersgruppen (z. B. Mehrgenerationenhaus, gem. Bundesministerium für Familie, Senioren, Frauen und Jugend) und Kulturen im Kreis Pinneberg.
- der Betrieb eines Kinder- und Erwachsenentheaters („Dittchenbühne“)
- Pflege und Weiterentwicklung des Kulturgutes der ehemals deutschen Ostgebiete.
- die Erweiterung des städtischen, regionalen und überregionalen Kultur- und Freizeitangebotes durch ein umfangreiches pädagogisches, wissenschaftliches, kulturelles und künstlerisches Programm.
- Angebot von Kursen, Reisen und weiteren Aktivitäten im In- und Ausland im Rahmen eines Bildungswerkes.
- Förderung der Integration von Aussiedlern und Ausländern.
- Trägerschaft von Einrichtungen zur Betreuung von Kindern, Jugendlichen und jungen Erwachsenen (Kindertagesstätte etc.) unabhängig von sonstigen Vereinszwecken unter Beachtung des Kindertagesstättengesetzes für Schleswig-Holstein und anderer gesetzlicher Vorschriften.

## Veranstaltungsprofil des Theaters
- Niveau: anspruchsvolle Stücke mit Schwerpunkt ostpreußischem oder allg. klassischem Hintergrund
- Kindertheater: Weihnachtsmärchen, ostpreußische und klassische Sagen und Märchen
- Regisseure: professionelle deutsche und ausländische Künstler
- Bühnenbilder: Gestaltung von professionellen Künstlern
- Schauspieler: wenige Professionelle (Deutsche, Polen, Litauer), meistens Amateure, das Theater verfügt über 100 mögliche Darsteller
- Sprachen: normal Hochdeutsch, teilweise mundartliche Passagen in ostpr. Platt, Masurisch, Niederschlesisch, Niederdeutsch, Berlinerisch, Litauisch

## Theater- und Kulturaustausch
mit dem Dramatischen Theater Klaipėda (Memel), dem Dramatischen Theater Kaliningrad (Königsberg), dem Jiddischen Ochodlo-Ensemble, Gdańsk (Danzig); dem Theater Tilsit, Sowjetsk (Tilsit) und dem Dramatischem Theater, Liepāja/(Libau) in Lettland. Die Dittchenbühne präsentiert in ihrem Theater auch ost- und mitteleuropäische Theater- und Musikgruppen (aus den baltischen Staaten, Polen und Russland).

## Weitere Aktivitäten
- Kindergarten: eigener Kindergarten mit 60 Plätzen (Neubau 1997)
- diverse Kinderkurse: Malschule und kreativer Kindertanz
- Bildungsreisen: Masuren, Nordostpreußen, Memelland, Schlesien sowie
- Veranstaltungen, Treffen, Lichtbildervorträge/Vorträge zu
  - Landeskunde Ost– und Westpreußens sowie Schleswig-Holsteins
  - Geschichte/Politik, Tafelrunden mit ausländischen Diplomaten
  - Wahlen, Umwelt, Gesundheit, Pädagogik
  - Literatur, Dichterlesungen
- Gastspiele bekannter Künstler
- Traditionelles Gänseverspielen
- Ostpreußisches Graue Erbsen-Essen
- Volksfeste (Pfingstochse und Flohmarkt, Stadtteilfeste)
- Baltische Tafelrunde
- Ostpreußentreffen

Der Verein Forum Baltikum – Dittchenbühne e.V. wird als MGH (Mehrgenerationenhaus) unterstützt vom Bundesministerium für Familie, Senioren, Frauen und Jugend und viel Eigenleistung der Mitglieder und Spenden. Dem Verein gehörten 2010 fast 1000 Mitglieder an.